# 石井信 (陸軍軍人)
石井 信（いしい まこと、1893年（明治26年）1月1日 - 1986年（昭和61年）7月5日）は、大日本帝国陸軍軍人。最終階級は陸軍少将。

## 経歴
1893年（明治26年）に愛知県で生まれた。陸軍士官学校第26期卒業。1940年（昭和15年）8月1日に陸軍砲兵大佐に進級と同時に関東軍歩兵第2下士官候補者隊長に着任した。同年12月2日に歩兵第18連隊長（第11軍・第3師団・歩兵第29旅団）に転じ、日中戦争に出動。1943年（昭和18年）6月10日に熊本陸軍教導学校長に転じ、8月2日には熊本陸軍予備士官学校長となった。
1945年（昭和20年）3月1日に陸軍少将に進級し、7月5日に独立混成第124旅団長（第2総軍・第59軍）に着任し、山口県小串で本土決戦に備える中で終戦を迎えた。終戦後は中国軍管区司令部附を経て、10月18日に鳥取連隊区司令官に就任した。
1948年（昭和23年）1月31日、公職追放仮指定を受けた。

## 栄典
- 1945年（昭和20年）5月17日 - 勲二等瑞宝章[5]